# Sens-Beaujeu
Sens-Beaujeu és un municipi francès, situat al departament de Cher i a la regió de Centre – Vall del Loira. L'any 2007 tenia 427 habitants.

## Demografia

### Població
El 2007 la població de fet de Sens-Beaujeu era de 427 persones. Hi havia 196 famílies, de les quals 68 eren unipersonals (48 homes vivint sols i 20 dones vivint soles), 76 parelles sense fills i 52 parelles amb fills.
La població ha evolucionat segons el següent gràfic:
Habitants censats

### Habitatges
El 2007 hi havia 342 habitatges, 195 eren l'habitatge principal de la família, 117 eren segones residències i 30 estaven desocupats. 339 eren cases i 2 eren apartaments. Dels 195 habitatges principals, 158 estaven ocupats pels seus propietaris, 33 estaven llogats i ocupats pels llogaters i 4 estaven cedits a títol gratuït; 15 tenien dues cambres, 45 en tenien tres, 61 en tenien quatre i 73 en tenien cinc o més. 163 habitatges disposaven pel capbaix d'una plaça de pàrquing. A 87 habitatges hi havia un automòbil i a 79 n'hi havia dos o més.

### Piràmide de població
La piràmide de població per edats i sexe el 2009 era:
| Homes | Edats   | Dones |
| ----- | ------- | ----- |
| 0     | 95 o +  | 4     |
| 0     | 90 a 94 | 4     |
| 0     | 85 a 89 | 8     |
| 8     | 80 a 84 | 4     |
| 20    | 75 a 79 | 12    |
| 16    | 70 a 74 | 16    |
| 24    | 65 a 69 | 24    |
| 12    | 60 a 64 | 12    |
| 12    | 55 a 59 | 12    |
| 4     | 50 a 54 | 4     |
| 16    | 45 a 49 | 16    |
| 16    | 40 a 44 | 8     |
| 4     | 35 a 39 | 8     |
| 12    | 30 a 34 | 4     |
| 16    | 25 a 29 | 8     |
| 0     | 20 a 24 | 4     |
| 12    | 15 a 19 | 12    |
| 12    | 10 a 14 | 8     |
| 8     | 5 a 9   | 0     |
| 4     | 0 a 4   | 4     |

## Economia
El 2007 la població en edat de treballar era de 238 persones, 177 eren actives i 61 eren inactives. De les 177 persones actives 166 estaven ocupades (100 homes i 66 dones) i 11 estaven aturades (5 homes i 6 dones). De les 61 persones inactives 25 estaven jubilades, 15 estaven estudiant i 21 estaven classificades com a «altres inactius».

### Ingressos
El 2009 a Sens-Beaujeu hi havia 188 unitats fiscals que integraven 420,5 persones, la mediana anual d'ingressos fiscals per persona era de 16.079 €.

### Activitats econòmiques
Dels 19 establiments que hi havia el 2007, 1 era d'una empresa alimentària, 3 d'empreses de fabricació d'altres productes industrials, 3 d'empreses de construcció, 5 d'empreses de comerç i reparació d'automòbils, 5 d'empreses d'hostatgeria i restauració, 1 d'una empresa de serveis i 1 d'una entitat de l'administració pública.
Dels 4 establiments de servei als particulars que hi havia el 2009, 1 era un guixaire pintor, 1 electricista, 1 restaurant i 1 agència immobiliària.
L'únic establiment comercial que hi havia el 2009 era una fleca.
L'any 2000 a Sens-Beaujeu hi havia 18 explotacions agrícoles que ocupaven un total de 1.276 hectàrees.

## Equipaments sanitaris i escolars
El 2009 hi havia una escola maternal integrada dins d'un grup escolar amb les comunes properes formant una escola dispersa.

## Poblacions més properes
El següent diagrama mostra les poblacions més properes.